# Rivierkleipissebedje
Het rivierkleipissebedje (Trichoniscoides helveticus) is een pissebed uit de familie Trichoniscidae. De wetenschappelijke naam van de soort is voor het eerst geldig gepubliceerd in 1908 door George Clifford Carl.